# Torquay (Australie)
Pour les articles homonymes, voir Torquay (homonymie).
Torquay (9 851 habitants) est une ville côtière australienne du sud de l'État du Victoria, située sur la Great Ocean Road à 97 kilomètres au sud de Melbourne, connue pour ses plages de surf.
Une des plus mythiques est celle de Bells Beach où se déroule chaque année, et depuis un demi-siècle, la ''Rip Curl Pro'', la plus ancienne des compétitions de surf. Bien que la scène finale du film Point Break se situe sur cette plage, la sėquence a ėtė tournėe sur Indian Beach dans l'Oregon aux États-Unis. 

Cette ville côtière abrite le siège et les bureaux de Rip Curl.